# Liste der Biografien/Wey
Liste der Biografien |
Portal Biografien |
Personensuche
# |
A |
B |
C |
D |
E |
F |
G |
H |
I |
J |
K |
L |
M |
N |
O |
P |
Q |
R |
S |
T |
U |
V |
W |
X |
Y |
Z |
?
 
Wa |
Wc |
Wd |
We |
Wh |
Wi |
Wj |
Wl |
Wn |
Wo |
Wr |
Ws |
Wt |
Wu |
Ww |
Wy |
Wz
 
Wea |
Web |
Wec |
Wed |
Wee |
Wef |
Weg |
Weh |
Wei |
Wej |
Wek |
Wel |
Wem |
Wen |
Weo |
Wep |
Wer |
Wes |
Wet |
Weu |
Wev |
Wew |
Wex |
Wey |
Wez
Die Liste der Biografien führt alle Personen auf, die in der deutschsprachigen Wikipedia einen Artikel haben. Dieses ist eine Teilliste mit 279 Einträgen von Personen, deren Namen mit den Buchstaben „Wey“ beginnt.

## Wey
- Wey, Albert (* 1995), deutscher Schauspieler
- Wey, Alois (1894–1985), Schweizer Dachdecker und Zeichner
- Wey, Christian (* 1967), deutscher Ökonom und Hochschullehrer
- Wey, Fabiano (* 1990), Schweizer Paracycler
- Wey, Francis (1812–1882), französischer Archivar, Literat, Kunstkritiker und Romanist
- Wey, Fritz ter (* 1943), deutscher Chorleiter und Hochschullehrer
- Wey, Joachim (1774–1844), Schweizer Politiker und Richter
- Wey, Max (1892–1953), Schweizer Politiker (FDP)
- Wey, Natascha (* 1982), Schweizer Politikerin (SP)
- Wey, Patrick (* 1991), US-amerikanischer Eishockeyspieler
- Wey, Terry (* 1985), schweizerisch-US-amerikanischer Sänger (Countertenor)
- Wey-Heini, Alice (* 1936), Schweizer Politikerin (FDP)

### Weya
- Weyand, Alexander (1928–2011), US-amerikanischer Offizier, Generalleutnant der US-Army
- Weyand, August (1876–1951), deutscher Politiker, MdL
- Weyand, Frederick C. (1916–2010), US-amerikanischer Militär, General der US Army
- Weyand, Gerda (1912–1995), Ärztin im KZ Ravensbrück
- Weyand, Giso (* 1980), deutscher Autor
- Weyand, Josef (* 1899), deutscher Bahnangestellter und Politiker
- Weyand, Kai (* 1968), deutscher Schriftsteller
- Weyand, Philip (* 1997), deutscher Jazzmusiker (Piano, Komposition)
- Weyand, Ron (1929–2003), US-amerikanischer Filmschauspieler
- Weyand, Sabine (* 1964), deutsche EU-BeamtinSabine Weyand (* 1964)

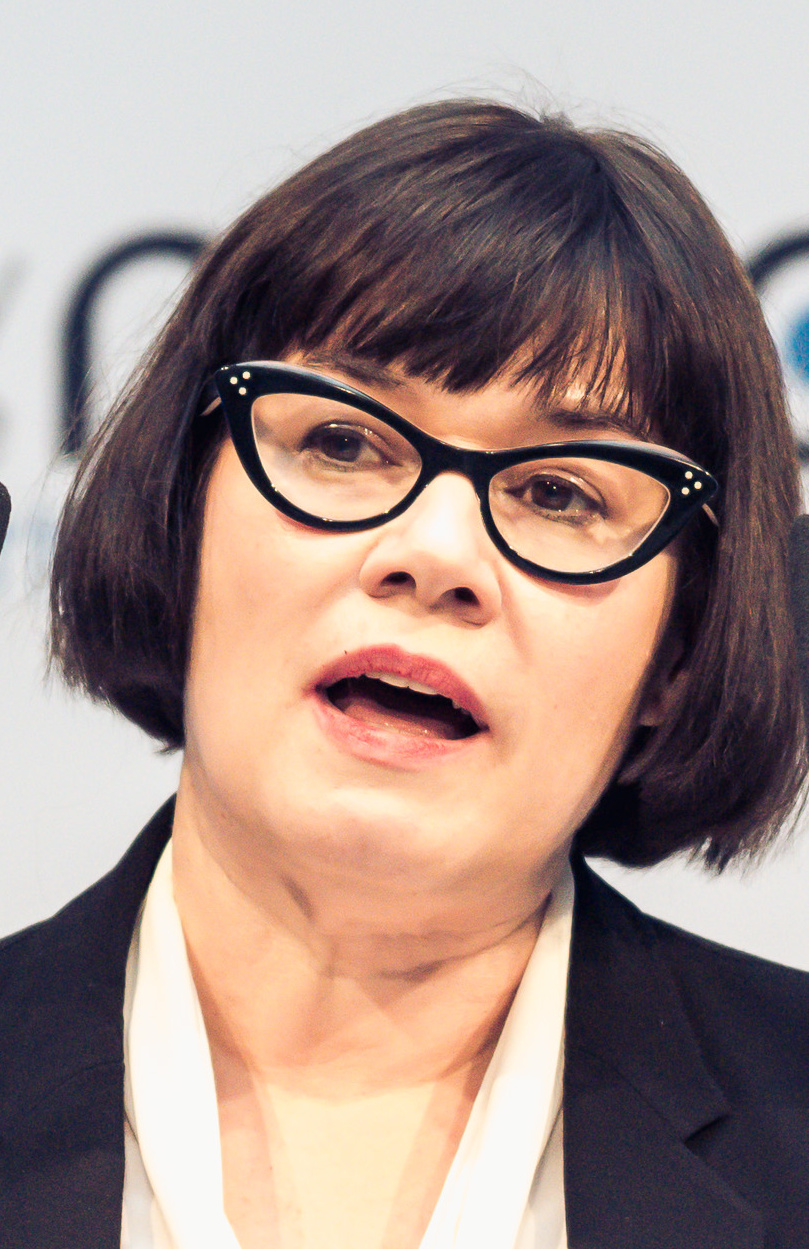
Sabine Weyand (* 1964)

- Weyandt, Ludwig, schwedischer Hofmaler in Gottorf
- Weyant, Chuck (1923–2017), US-amerikanischer Autorennfahrer
- Weyant, Emma (* 2001), US-amerikanische Schwimmerin

### Weyb
- Weybeck, Kilian († 1534), römisch-katholischer Geistlicher
- Weyberg, Silke (* 1966), deutsche Politikerin (CDU), MdL

### Weyd
- Weyda, Ursula (* 1504), Flugschriftautorin der Reformation
- Weydandt, Hendrik (* 1995), deutscher Fußballspieler
- Weyde, Clara (* 1984), deutsche Theaterregisseurin
- Weyde, Edith (1901–1989), Chemikerin und Erfinderin
- Weyde, Jan van (* 1979), deutscher Schauspieler und SynchronsprecherJan van Weyde (* 1979)

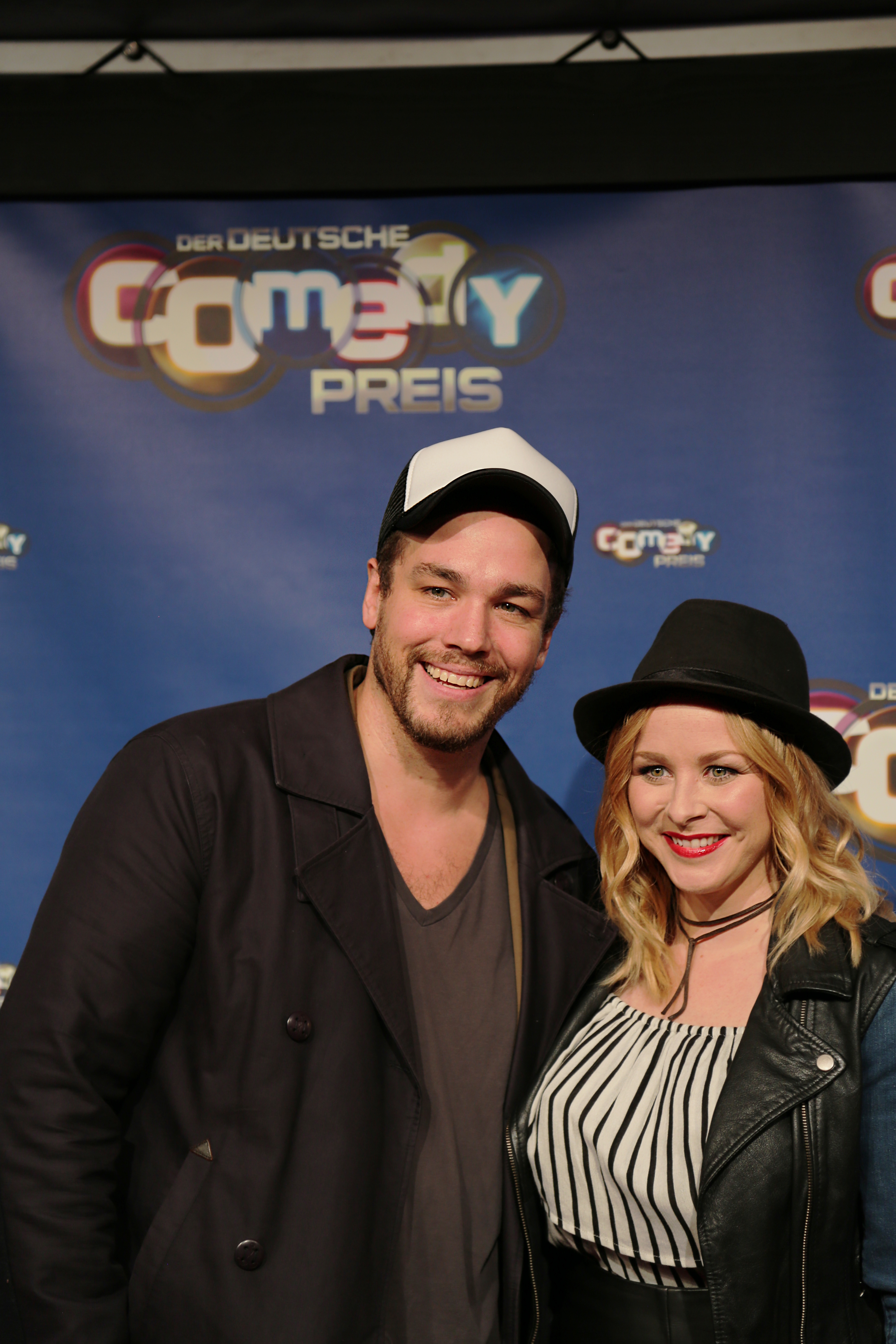
Jan van Weyde (* 1979)

- Weyde, Julius (1822–1860), deutscher Genre-, Landschafts- und Porträtmaler
- Weydemeyer, Joseph (1818–1866), Militär in Preußen und den USA, Journalist, Zeitungsherausgeber und marxistischer Revolutionär
- Weyden, Ernst (1805–1869), deutscher Schriftsteller
- Weyden, Goossen van der, niederländischer Maler
- Weyden, Richard van (* 1966), deutscher Schauspieler
- Weyden, Rogier van der († 1464), flämischer Maler
- Weydenhammer, Rudolf (1890–1972), deutscher Industrieller und Nationalsozialist
- Weydmann, Heinrich (1848–1922), Schweizer Jurist und Politiker
- Weydmüller, Johanna Elisabeth (1725–1807), Malerin in Sachsen
- Weydner, Max (1882–1937), deutscher Theaterschauspieler und Filmschauspieler
- Weydt, Günther (1906–2000), deutscher Germanist
- Weydt, Harald (* 1938), deutscher Linguist

### Weye
- Weyel, Annalisa (* 2000), deutsche Schauspielerin
- Weyel, Birgit (* 1964), deutsche evangelische Theologin
- Weyel, Gudrun (1927–2011), deutsche Politikerin (SPD), MdB
- Weyel, Harald (* 1959), deutscher Ökonom und Politiker (AfD)Harald Weyel (* 1959)

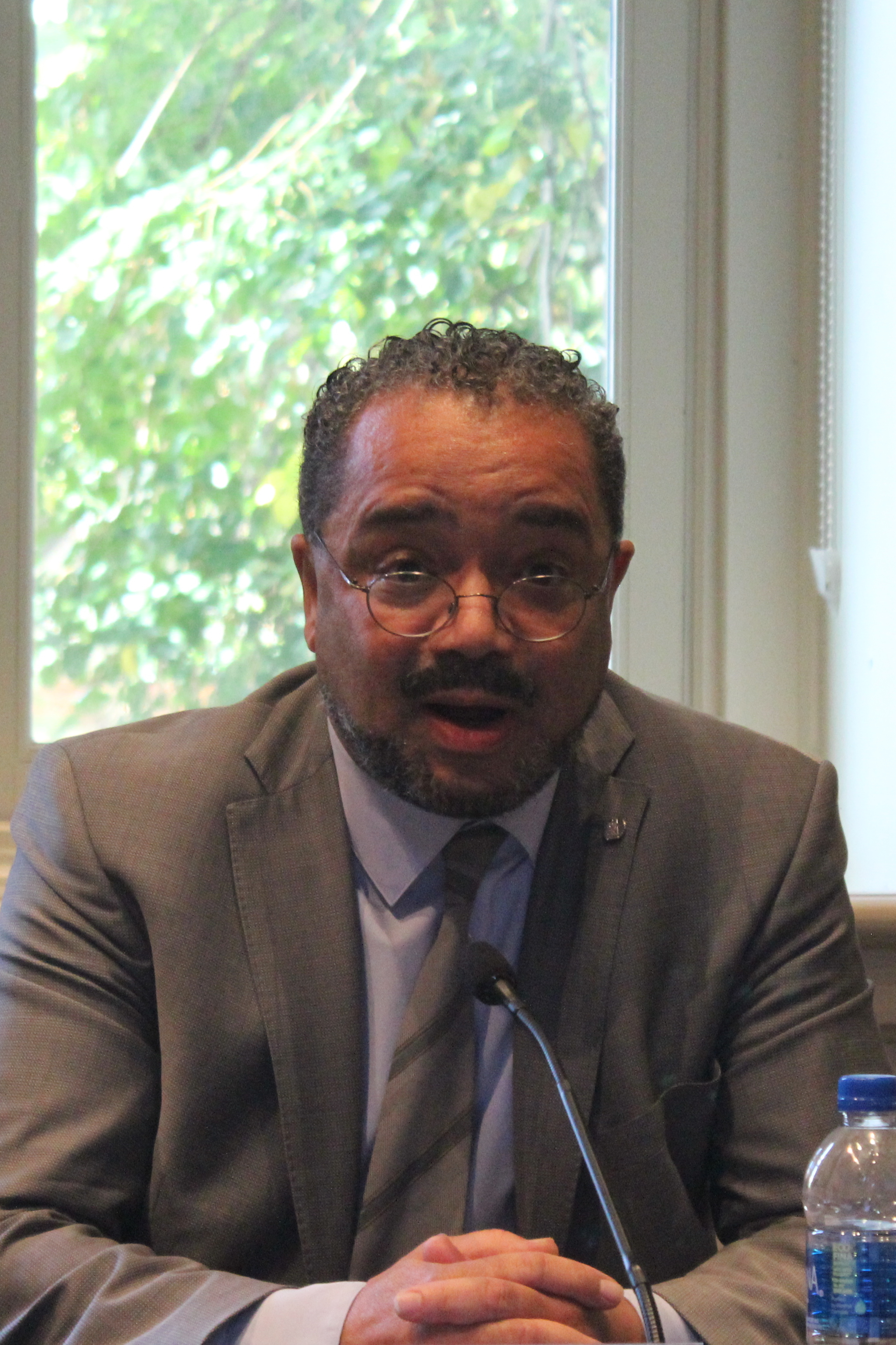
Harald Weyel (* 1959)

- Weyel, Hartmut (* 1942), deutscher Theologe, Autor und Pastor
- Weyel, Herman-Hartmut (1933–2021), deutscher Politiker (SPD), Oberbürgermeister von Mainz (1987–1997)
- Weyen, Frank (* 1965), deutscher evangelischer Theologe und Hochschullehrer
- Weyenberg, Steven van (* 1973), niederländischer Ministerialbeamter und Politiker (D66), Abgeordneter, Staatssekretär und Minister
- Weyenbergh, Hendrik (1842–1885), niederländischer Zoologe
- Weyeneth, Hermann (* 1943), Schweizer Politiker (SVP)
- Weyer, Adam (1928–1995), deutscher Theologe
- Weyer, Angela (* 1964), deutsche Kunsthistorikerin
- Weyer, Anselm (* 1976), deutscher Journalist und Autor
- Weyer, Bruno (1857–1936), deutscher Marineoffizier
- Weyer, Dietrich von († 1604), Jurist, kurfürstlicher Rat sowie Gesandter und Truppen-Inspekteur der Republik der Sieben Vereinigten Provinzen
- Weyer, Edward Moffat (1872–1964), US-amerikanischer Psychologe, Pädagoge und Autor
- Weyer, Edward Moffat, Jr. (1904–1998), US-amerikanischer Anthropologe, Forschungsreisender und Autor
- Weyer, Galenus (1547–1619), Mediziner und Leibarzt zweier Herzöge von Jülich-Kleve-Berg und eines Trieres Kurfürsten
- Weyer, Georg Daniel Eduard (1818–1896), deutscher Mathematiker
- Weyer, Hans-Hermann (1938–2023), deutscher Titelhändler
- Weyer, Heinrich († 1591), Mediziner und Leibarzt zweier Trierer Kurfürsten
- Weyer, Heinrich (1928–1993), deutscher Jurist, Berliner Senatsdirektor und Datenschützer
- Weyer, Hermann (1830–1899), deutscher Architekt und Baubeamter, Kölner Stadtbaumeister
- Weyer, Irmel (1927–2025), deutsche Ärztin und Entwicklungshelferin
- Weyer, Jerry (* 1986), luxemburgischer Politiker (Piratenpartei)
- Weyer, Johann († 1588), Arzt und Gegner der HexenverfolgungJohann Weyer († 1588)

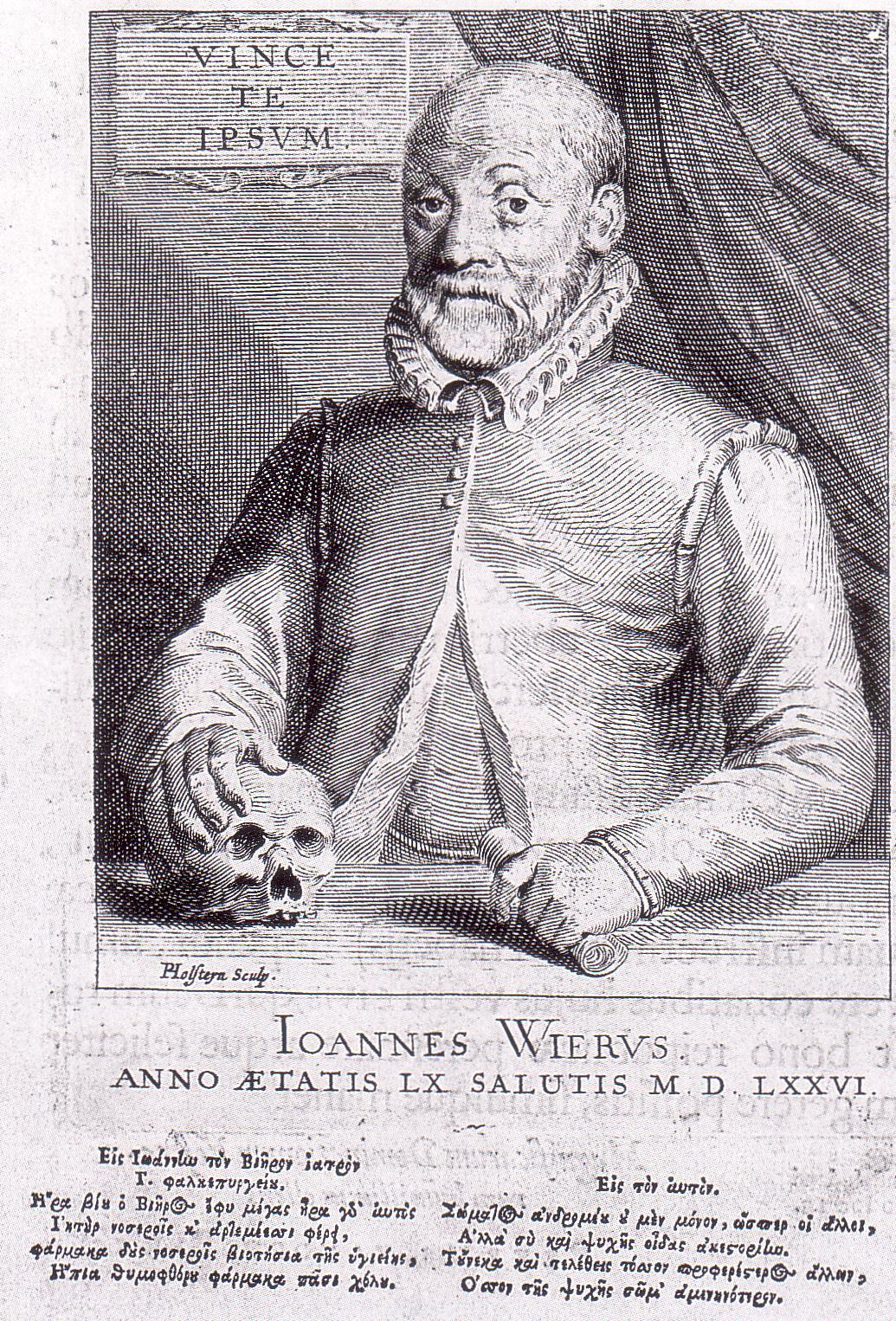
Johann Weyer († 1588)

- Weyer, Johann Bartholomäus von († 1708), römisch-katholischer Geistlicher und Stifter einer Pfarrgemeinde in Derendorf
- Weyer, Johann Peter (1794–1864), deutscher Architekt und Stadtbaumeister
- Weyer, Johannes (* 1956), deutscher Soziologe und Hochschullehrer
- Weyer, Jost (* 1936), deutscher Chemiehistoriker und Chemiker
- Weyer, Käthe, deutsche Fußballspielerin
- Weyer, Martin (1938–2016), deutscher Musikwissenschaftler und Organist
- Weyer, Paul (1887–1943), deutscher kommunistischer Politiker und Gewerkschaftsfunktionär
- Weyer, Peter (1879–1947), deutscher General der Artillerie im Zweiten Weltkrieg
- Weyer, Sebastian (* 1997), deutscher Speedcuber
- Weyer, Sylvain van de (1802–1874), belgischer Staatsmann
- Weyer, Viktorin (1866–1939), österreichischer Benediktiner und Abt
- Weyer, Wilhelm (1875–1949), deutscher Polizist und erster Polizeipräsident in Oberhausen
- Weyer, Wilhelm (1891–1971), deutscher Heimatforscher und Pädagoge
- Weyer, Willi (1917–1987), deutscher Politiker (FDP), MdL, MdB, SportfunktionärWilli Weyer (1917–1987)

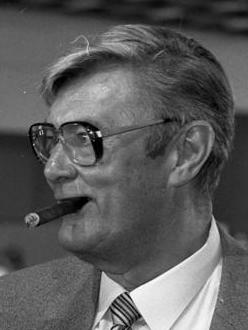
Willi Weyer (1917–1987)

- Weyer, Willi (1918–2010), deutscher Fußballspieler
- Weyer-Menkhoff, Stephan (* 1953), deutscher evangelischer Theologe
- Weyerbusch, Emil (1846–1909), deutscher Kaufmann, Unternehmer, Politiker und Mäzen
- Weyergang, Wilhelmina (1839–1903), deutsche Lehrerin und Autorin
- Weyergans, François (1941–2019), belgischer Schriftsteller
- Weyerhäuser, Friedrich (1834–1914), US-amerikanischer Holzmogul
- Weyerich, Horst (* 1957), deutscher Fußballspieler
- Weyermann, Adrian (* 1974), Schweizer Indiepop-Sänger
- Weyermann, Albrecht (1763–1832), deutscher Geistlicher, Theologe und Literaturhistoriker
- Weyermann, Albrecht (1809–1885), Schweizer Politiker und reformierter Pfarrer
- Weyermann, Anita (* 1977), Schweizer Mittel- und Langstreckenläuferin
- Weyermann, Diane (1955–2021), US-amerikanische Filmproduzentin
- Weyermann, Fabienne (* 1985), Schweizer Leichtathletin
- Weyermann, Glado († 1636), Schultheiss von Bern
- Weyermann, Otto (1908–2003), deutscher Autor, Schiffssteward, Seemannsausrüster, Kaufmann und Gastwirt
- Weyermann, Rudolf (1880–1946), deutscher Brauwissenschaftler und Unternehmer, Ehrenbürger der Stadt Bamberg
- Weyers, Christoph (* 1965), deutscher Bühnen- und Kostümbildner, Regisseur, Autor
- Weyers, Hans-Leo (1934–2021), deutscher Rechtswissenschaftler
- Weyers, Hubert (1929–2006), deutscher Lehrer und Ornithologe
- Weyers, Klaus (1933–2019), deutscher römisch-katholischer Priester und Autor
- Weyers, Marius (* 1945), südafrikanischer SchauspielerMarius Weyers (* 1945)

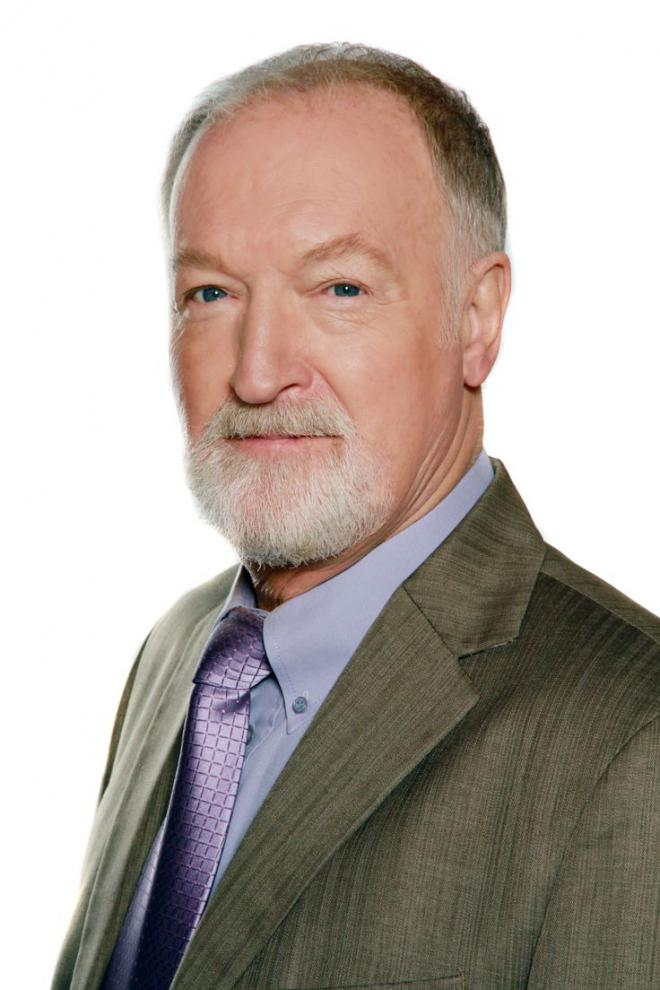
Marius Weyers (* 1945)

- Weyers, Paul (1890–1972), niederrheinischer Mundartdichter
- Weyers, Sophie (* 2002), deutsche Handballspielerin
- Weyers, Walter (* 1952), deutscher Regisseur und Autor
- Weyers-Rojas, Georg (* 1959), deutscher Drehbuchautor und Komiker
- Weyersberg, Albert (1861–1937), deutscher Industrieller und Heimatforscher
- Weyersberg, Gustav (1798–1865), preußischer Fabrikant und Politiker
- Weyersberg, Maria (1886–1987), deutsche Malerin und Ethnologin
- Weyershausen, Karsten (* 1963), deutscher Autor, Illustrator und Cartoonist

### Weyg
- Weygand, Benjamin (* 2002), deutscher Synchronsprecher und Schauspieler
- Weygand, Christian (* 1967), deutscher Theaterschauspieler, Synchronsprecher, Dialogregisseur und -autor
- Weygand, Conrad (1890–1945), deutscher Chemiker und Hochschullehrer
- Weygand, Friedrich (1911–1969), deutscher Chemiker und Hochschullehrer
- Weygand, Hannelore (1924–2017), deutsche Dressurreiterin
- Weygand, Maxime (1867–1965), französischer General und Politiker im Ersten und Zweiten WeltkriegMaxime Weygand (1867–1965)

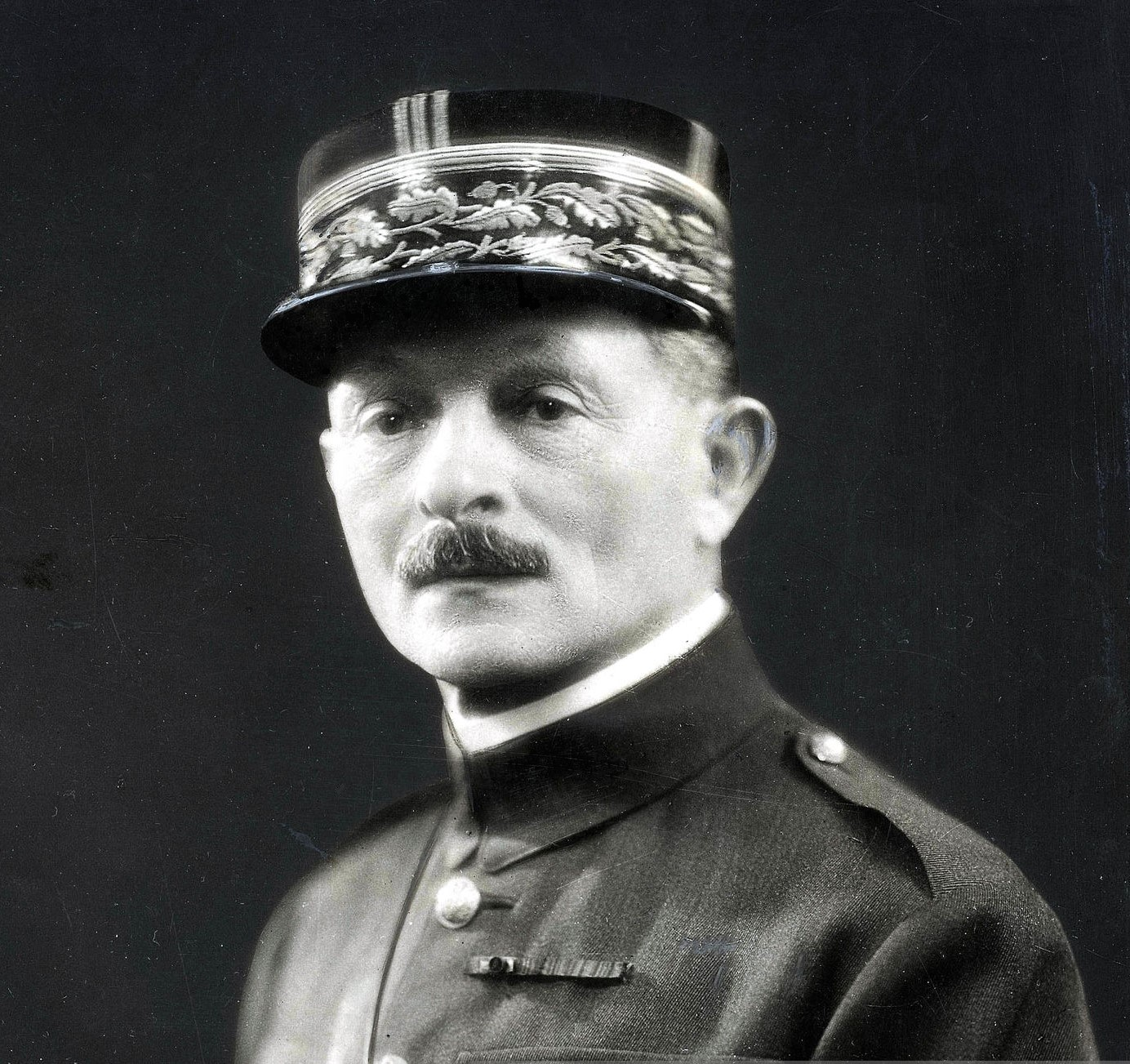
Maxime Weygand (1867–1965)

- Weygand, Robert (* 1948), US-amerikanischer Politiker
- Weygandt, Sebastian (1760–1836), deutscher Künstler und Maler
- Weygandt, Wilhelm (1870–1939), deutscher Psychiater
- Weygang, August (1859–1946), deutscher Zinngießer und Fabrikant
- Weygold, Frederick (1870–1941), amerikanischer Maler, Fotograf und Ethnograf
- Weygold, Johann Peter (* 1811), preußischer Bürgermeister und Abgeordneter
- Weygoldt, Georg Peter (1844–1907), deutscher Pädagoge, Generalreferent im Oberschulrat Karlsruhe und badischer Landtagsabgeordneter
- Weygoldt, Peter (1933–2021), deutscher Arachnologe, Herpetologe und Hochschullehrer

### Weyh
- Weyh, Florian Felix (* 1963), deutscher Journalist, Schriftsteller und EssayistFlorian Felix Weyh (* 1963)

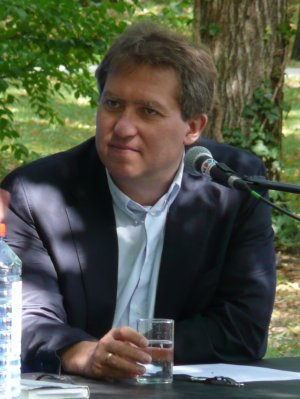
Florian Felix Weyh (* 1963)

- Weyh, Johann Baptist (1806–1886), deutscher Lehrer und Sprachwissenschaftler
- Weyh, Kurt (1952–2014), deutscher Politiker (SPD), MdL
- Weyh, Ulrike (* 1957), deutsche Kunstturnerin
- Weyhe, Birgit (* 1969), deutsche Comiczeichnerin und Autorin
- Weyhe, Carl (1789–1879), deutscher Verwaltungsbeamter
- Weyhe, Eberhard von (* 1553), deutscher Hofbeamter, Jurist und Schriftsteller
- Weyhe, Erhard (1882–1972), deutsch-amerikanischer Kunstbuchhändler und Verleger
- Weyhe, Ferdinand (1795–1878), deutscher Agrarwissenschaftler
- Weyhe, Helga (1922–2021), deutsche Buchhändlerin
- Weyhe, Jóhan Hendrik, Løgmaður der Färöer
- Weyhe, Joseph Clemens (1807–1871), deutscher Gartenarchitekt
- Weyhe, Maximilian Friedrich (1775–1846), deutscher Gartenarchitekt
- Weyhe, Willy (1878–1914), preußischer Verwaltungsbeamter
- Weyhenmayer, Johann Heinrich (1637–1706), deutscher lutherischer Prediger in Ulm und Umgebung
- Weyhenmeyer, Georg Gottfried (1666–1715), deutscher Bildhauer
- Weyhenmeyer, Gesa (* 1969), deutsch-schwedische Erdsystemwissenschaftlerin
- Weyher, Adam von (1613–1676), schwedischer Generalmajor, danach dänischer Generalfeldmarschall-Lieutenant und Gouverneur von Glückstadt
- Weyher, Hein-Peter (* 1935), deutscher Marineoffizier und Kommunalpolitiker; Inspekteur der Deutschen Marine
- Weyher, Herbert (1904–1970), deutscher Verwaltungsjurist
- Weyher, Kurt (1901–1991), deutscher Konteradmiral, Kommandant des Hilfskreuzers Orion
- Weyher, Ruth (1901–1983), deutsche Stummfilmschauspielerin
- Weyherr, Adam von (1683–1744), preußischer Generalmajor, Chef des Garnisonsregiments Nr. 5, Landeshauptmann der Altmark
- Weyhing, Johann Friedrich (1716–1781), deutscher Architekt
- Weyhrauch, Willy (* 1994), deutscher Handballspieler

### Weyk
- Weykmans, Isabelle (* 1979), belgische Politikerin

### Weyl
- Weyl, Brigitte (1926–2022), deutsche Verlegerin und Zeitungsherausgeberin
- Weyl, Carl Jules (1890–1948), deutsch-US-amerikanischer Filmarchitekt
- Weyl, Eva (* 1935), niederländische Holocaust-Überlebende und Zeitzeugin
- Weyl, Fritz Joachim (1915–1977), US-amerikanischer Informatiker und Mathematiker
- Weyl, Heinrich (1866–1943), orthodoxer Rabbiner und Altphilologe
- Weyl, Heinz (1915–1996), deutscher Architekt, Stadt-, Regional und Landesplaner und Hochschullehrer
- Weyl, Helene (1893–1948), deutsche Schriftstellerin und Übersetzerin
- Weyl, Hermann (1866–1925), deutscher Arzt und Politiker
- Weyl, Hermann (1885–1955), deutscher MathematikerHermann Weyl (1885–1955)

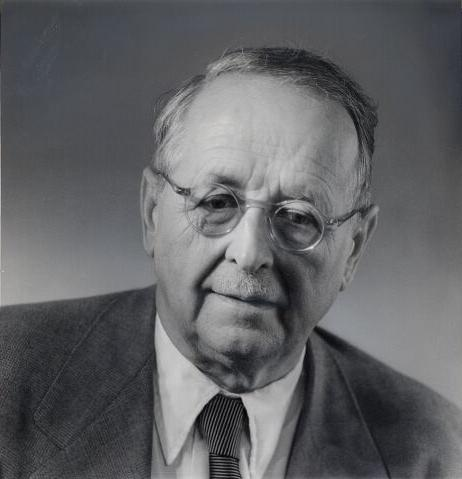
Hermann Weyl (1885–1955)

- Weyl, Johannes (1904–1989), deutscher Journalist, Verleger und Zeitungsherausgeber
- Weyl, Josef (1821–1895), österreichischer Humorist und Übersetzer
- Weyl, Klara (1872–1941), deutsche Sozialpolitikerin
- Weyl, Max (1873–1942), deutscher Rabbiner
- Weyl, Meyer Simon (1744–1826), deutscher Rabbiner und Dajan
- Weyl, Richard (1864–1940), deutscher Jurist
- Weyl, Richard (1912–1988), deutscher Geologe
- Weyl, Roman (1921–2011), deutscher Bühnenbildner, Plakatmaler, Film- und Fernseharchitekt
- Weyl, Theodor (1851–1913), deutscher Chemiker und Mediziner
- Weyland, Alfred (1959–2022), deutscher Fußballspieler
- Weyland, Bernadette (* 1957), deutsche Politikerin (CDU)
- Weyland, Christian Karl Theodor (1789–1853), Landtagsabgeordneter Großherzogtum Hessen
- Weyland, Franz (* 1883), deutscher Dachdeckermeister und Mitglied des Provinziallandtages der Provinz Hessen-Nassau
- Weyland, Friedrich Leopold (1750–1785), deutscher Arzt und Jugendfreund Goethes
- Weyland, Hans-Joachim (1929–2001), deutscher Fußballschiedsrichter
- Weyland, Hermann (1888–1974), deutscher Paläobotaniker
- Weyland, Joseph (1826–1894), Bischof von Fulda
- Weyland, Louise (1758–1837), bayerische Hofrätin, Erzieherin König Ludwig I. von Bayern und seiner Geschwister
- Weyland, Michel (* 1947), belgischer Comiczeichner
- Weyland, Otto P. (1902–1979), US-amerikanischer General der US Air ForceOtto P. Weyland (1902–1979)

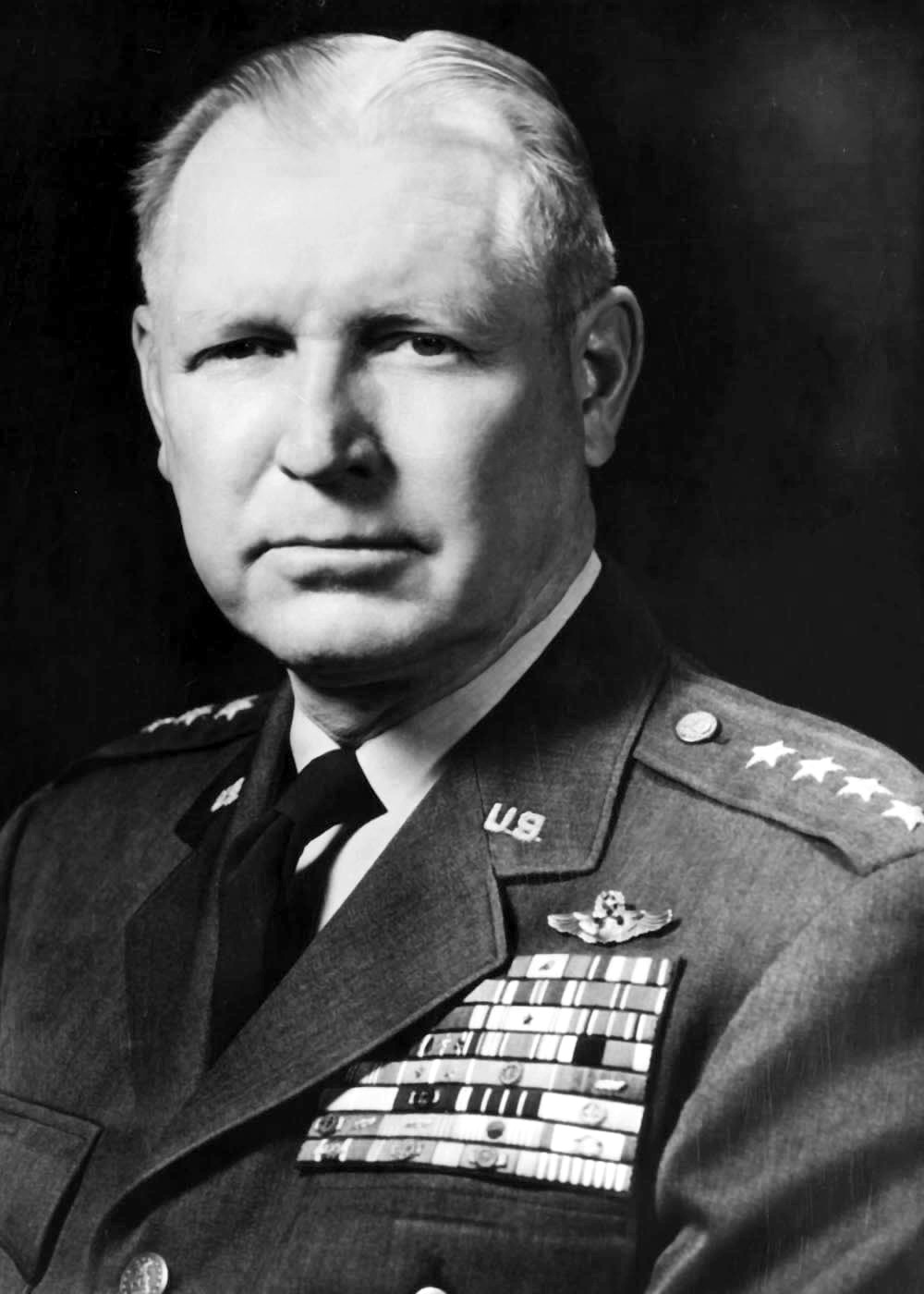
Otto P. Weyland (1902–1979)

- Weyland, Paul (1888–1972), deutscher Hochstapler
- Weyland, Thomas († 1298), englischer Richter und Ritter
- Weyland, Ulrike (* 1966), deutsche Erziehungswissenschaftlerin und Hochschulmanagerin
- Weyland, William († 1274), englischer Beamter und Ritter
- Weylandt, Manfred (1942–1972), deutsches Todesopfer der Berliner Mauer
- Weylandt, Wouter (1984–2011), belgischer RadrennfahrerWouter Weylandt (1984–2011)

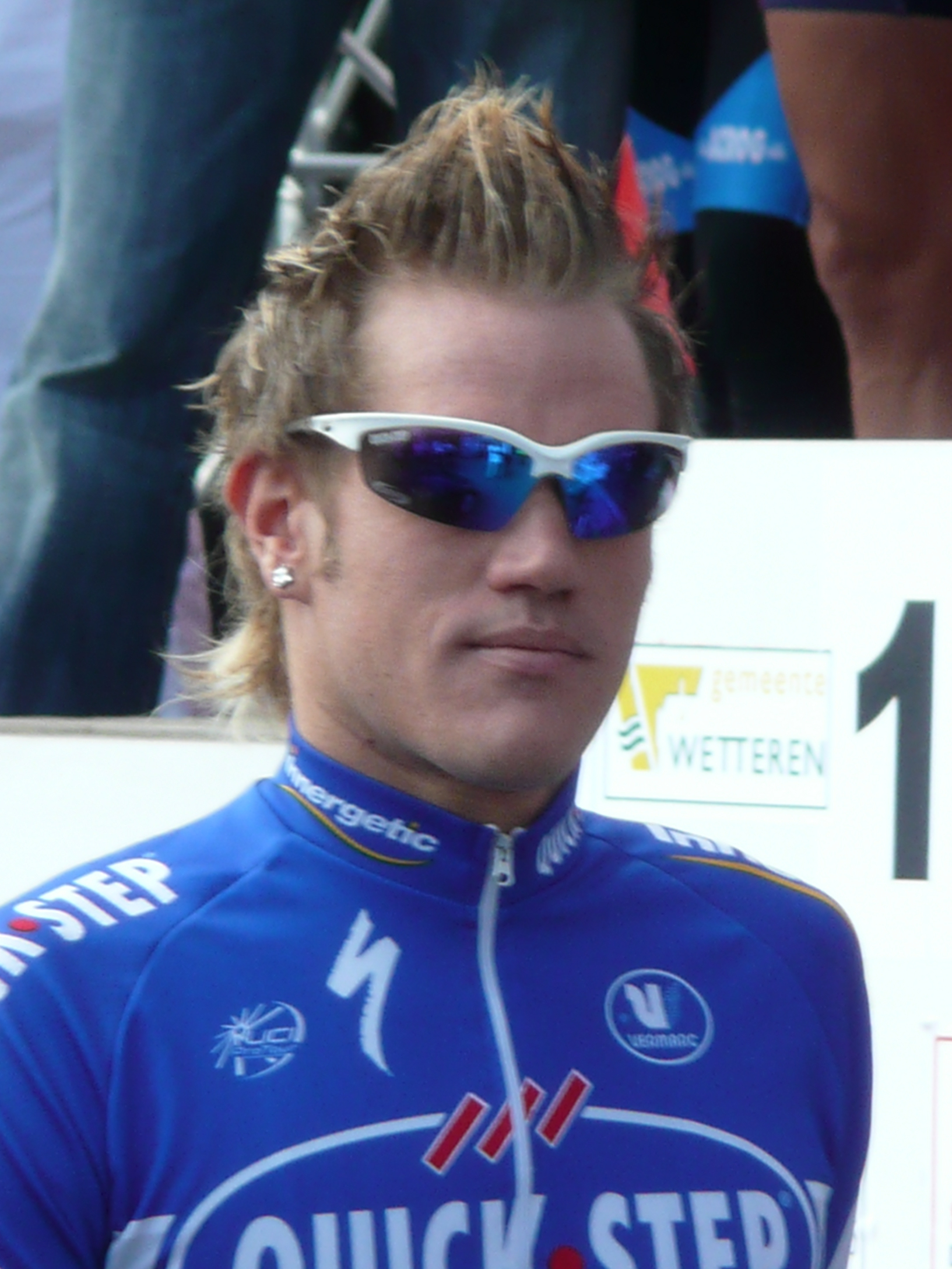
Wouter Weylandt (1984–2011)

- Weyler, Jean-Baptiste (1747–1791), französischer Miniaturmaler und Emailleur
- Weyler, Rex (* 1947), US-amerikanisch-kanadischer Ökologe, Autor, Journalist und Greenpeace-Aktivist
- Weyler, Valeriano (1838–1930), spanischer General und Generalkapitän auf Kuba

### Weym
- Weyman, Carl (1862–1931), deutscher Klassischer Philologe
- Weyman, Daniel (* 1977), britischer Schauspieler
- Weymann, Ansgar (* 1945), deutscher Soziologe
- Weymann, Carl (1809–1886), Stahlwarenfabrikant in Osnabrück
- Weymann, Charles (1889–1976), US-amerikanischer Flugpionier und Unternehmer
- Weymann, Eckhard (* 1953), deutscher Musiklehrer und Musiktherapeut
- Weymann, Frank (* 1948), deutscher Schriftsteller
- Weymann, Frida (1863–1942), deutsche Sachbuchautorin
- Weymann, Otto (1880–1958), Verwaltungsjurist und Oberfinanzpräsident
- Weymann, Ottomar (1853–1909), deutscher Maler
- Weymann, Ulla (1916–2010), deutsche Lyrikerin
- Weymann-Reh, Jens (* 1972), deutscher Kommunalpolitiker (SPD)
- Weymar, Carl († 1914), deutscher Fußballspieler
- Weymar, Ernst (1920–1986), deutscher Historiker und Geschichtsdidaktiker
- Weymar, Friederike (* 1981), deutsche Filmeditorin
- Weymar, Hans (1884–1959), deutscher Fußballspieler
- Weymar, Herbert (1911–1979), deutscher Ingenieurkartograf und Amateurbotaniker
- Weymarn, Balthasar von (* 1968), deutscher Autor und Regisseur
- Weymarn, Bruno von (1899–1956), Gutsbesitzer in Estland und 1949 Mitgründer des Verbandes der Baltischen Ritterschaften
- Weymarn, Friedrich Wilhelm Magnus von (1831–1913), russischer General der Infanterie
- Weymarn, Hans Heinrich von (1718–1792), deutsch-baltischer Adelsmann, russischer General und Minister
- Weymarn, Hermann Gustav von (1717–1771), Öselscher Landmarschall
- Weymarn, Peter W. von (1936–2023), deutscher Winzer
- Weymarn, Verena von (* 1943), deutsche Medizinerin, Militärärztin und erster weiblicher General in der deutschen Geschichte
- Weymarn, Wilhelm Peter Jost von (1793–1846), russischer Generalleutnant
- Weymayr, Christian (* 1961), deutscher Autor sowie Wissenschafts- und Medizinjournalist
- Weymayr, Edith (* 1964), deutsche Bankmanagerin
- Weymer, Gustav (1833–1914), deutscher Insektenkundler
- Weymouth, George, englischer Entdecker
- Weymouth, George W. (1850–1910), US-amerikanischer Politiker
- Weymouth, Richard Francis (1822–1902), britischer Philologe und Bibelübersetzer
- Weymouth, Tina (* 1950), US-amerikanische Bassistin und Gründungsmitglied der New-Wave-Band Talking HeadsTina Weymouth (* 1950)

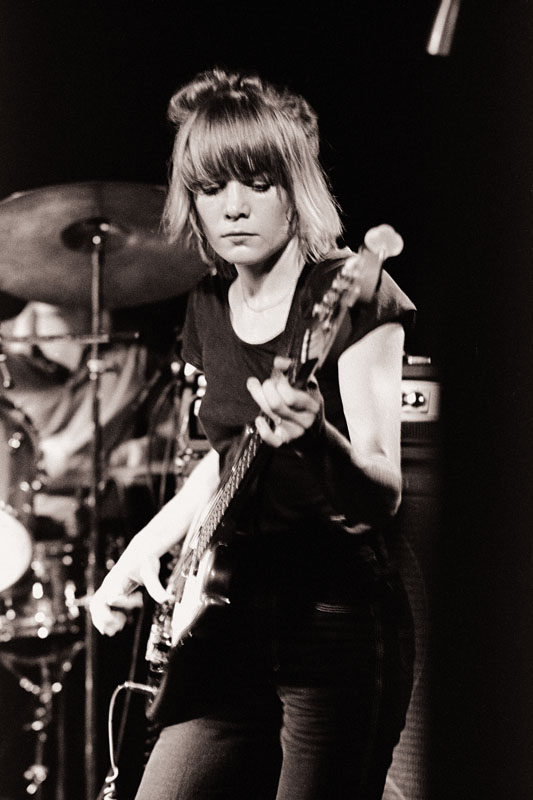
Tina Weymouth (* 1950)

### Weyn
- Weyn, Suzanne (* 1955), US-amerikanische Autorin
- Weynand, Cassius, deutscher Tischtennisspieler
- Weynand, Johann (1923–1997), belgischer Politiker der Christlich Sozialen Partei
- Weynand, Rudolf (1875–1952), deutscher Klassischer Philologe, Provinzialrömischer Archäologe und Heimatforscher
- Weynell, Anni (1904–1991), deutsche Langstreckenschwimmerin
- Weynen, Wolfgang (1913–1994), langjähriger Vorsitzer der Geschäftsführung der Deutschen Presseagentur

### Weyp
- Weyprecht, Carl (1838–1881), Marineoffizier, Arktisforscher und Geophysiker in österreichisch-ungarischen Diensten

### Weyr
- Weyr, Eduard (1852–1903), österreichischer Mathematiker
- Weyr, Emil (1848–1894), österreichischer Mathematiker
- Weyr, František (1879–1951), tschechoslowakischer Soziologe, Philosoph, Jurist
- Weyr, Rudolf (1847–1914), österreichischer Bildhauer
- Weyr, Siegfried (1890–1963), österreichischer Maler, Grafiker und Journalist
- Weyrach, Karl Christian von (1782–1869), preußischer General der Infanterie
- Weyrather, Bernhard (1886–1946), deutscher Architekt
- Weyrather-Engau, Gertrud (1876–1950), deutsche Kunstgewerblerin und Malerin
- Weyrauch, Adam (1826–1902), Landtagsabgeordneter Großherzogtum Hessen
- Weyrauch, Armin (* 1964), deutscher Ruderer
- Weyrauch, Erdmann (* 1941), deutscher Historiker und Buchwissenschaftler
- Weyrauch, Ernst von (1832–1905), kurhessischer und preußischer Beamter und Politiker, MdR
- Weyrauch, Friedrich (1897–1940), deutscher Hygieniker und Hochschullehrer
- Weyrauch, Horst (* 1932), deutscher Politiker (CDU) und Finanzberater
- Weyrauch, Horst-Dieter (* 1936), deutscher Politiker (CDU), Bürgermeister von Wernigerode (1991–1994)
- Weyrauch, Jakob Johann von (1845–1917), deutscher Mathematiker, Ingenieur und Hochschullehrer
- Weyrauch, Jan (* 1968), deutscher Journalist und Programmdirektor von Radio Bremen
- Weyrauch, Johannes (1897–1977), deutscher Komponist und Kantor
- Weyrauch, Peter (1923–2019), deutscher Architekt und Denkmalpfleger
- Weyrauch, Thomas (* 1954), deutscher Autor
- Weyrauch, Walter Otto (1919–2008), deutscher Rechtswissenschaftler
- Weyrauch, Wilhelm (1914–2003), deutscher Regionalgeschichtsforscher und Kommunalpolitiker in Bensheim
- Weyrauch, Wolfgang (1904–1980), deutscher Schriftsteller und Hörspielautor
- Weyrauch, Wolfgang Karl (1907–1970), deutsch-peruanischer Malakologe und Entomologe
- Weyres, Paul (1900–1984), deutscher Motorradrennfahrer und viermaliger Deutscher Meister
- Weyres, Willy (1903–1989), deutscher Architekt und Kölner Dombaumeister
- Weyreuther, Felix (1928–1997), deutscher Jurist, Richter am Bundesverwaltungsgericht
- Weyrich, Fred (1921–1999), deutscher Musikproduzent, Schlagertexter und Sänger
- Weyrich, Günther (1898–1998), österreichischer Rechtsmediziner und Hochschullehrer
- Weyrich, Joachim (* 1945), deutscher Maler und Museumsleiter
- Weyrich, Karl (1884–1973), deutscher Kommunalpolitiker, Bürgermeister in Ziegenrück und Sontra
- Weyrich, Karl-Heinz (1925–2002), deutscher Jurist und Politiker (SPD), MdL
- Weyrich, Marc (* 1983), deutscher Hörfunkmoderator und Redakteur
- Weyrich, Michael (* 1967), deutscher Ingenieur und Hochschullehrer
- Weyrich, Oswald (1910–1970), saarländischer bzw. deutscher Politiker (KPD, KP, DKP), MdL Saarland
- Weyrich, Pit (* 1948), deutscher Fernsehmoderator und -regisseur
- Weyrich, Wolf (1941–2019), deutscher Chemiker und Hochschullehrer
- Weyringer, Johann (* 1949), österreichischer Maler, Bildhauer und Architekt
- Weyrosta, Claus (1925–2003), deutscher Politiker (SPD), MdL
- Weyrother, Franz von (1755–1806), österreichischer General
- Weyrother, Maximilian von (1783–1833), österreichischer Oberbereiter und Leiter der Spanischen Hofreitschule in Wien

### Weys
- Weys, Rudolf (1898–1978), österreichischer Journalist und Kabarettist
- Weyse, Christoph Ernst Friedrich (1774–1842), deutsch-dänischer Komponist
- Weyssenburger, Johann, Priester, Buchdrucker
- Weyssenhoff, Hanns von (1929–2023), deutscher Physikochemiker
- Weyssenhoff, Jan (1889–1972), polnischer Physiker
- Weyssenhoff, Józef (1860–1932), polnischer Schriftsteller
- Weysser, Karl (1833–1904), badischer Landschafts- und Architekturmaler

### Weyw
- Weywadt, Nicoline (1848–1921), isländische Fotografin